# Jan Truneček
Jan Truneček (8. června 1933 Dříň u Kladna – 12. listopadu 2011 Kladno) byl český stavař, vysokoškolský pedagog a spisovatel.

## Životopis
Vyučil se zedníkem. V letech 1949 až 1953 absolvoval studium na vyšší průmyslové škole stavební v Praze a pokračoval dalších pět let na ČVUT. Po zdárném ukončení studia pracoval dva roky ve Vojenských stavbách. Další roky byl zaměstnán u řady stavebních podniků. V letech 1964 až 1975 pracoval v plánovacím oddělení. Pak se stal odborným asistentem na katedře ekonomiky průmyslu Vysoké školy ekonomické (VŠE) a později byl docentem na katedře podnikového managementu VŠE.

## Dílo
Napsal několik povídek s vědeckofantastickým námětem, které mu otiskly časopisy Květy a Čs. voják. Vydal román ze stavbařského prostředí Past na Fittipaldiho, humoristický román s detektivní zápletkou Všechno a ještě trochu víc a humoristický román z vysokoškolského prostředí Blažená alma mater uprostřed týdne, který se pohyboval na pomezí sci-fi. Roku 2010 vydal jeho volné pokračování nazvané Blažená Alma Mater na prahu třetího tisíciletí aneb aplikovaná akademiologie. Přispěl i do kolektivních prozaických souborů Dnes ráno poprvé (1975) a Jizvy na svých místech (2006). Vedle toho je autorem řady odborných prací z oblasti managementu.

### Próza
- Past na Fittipaldiho (Melantrich 1981)
- Všechno a ještě trochu víc (Mladá fronta 1982)
- Blažená alma mater uprostřed týdne (Československý spisovatel 1984)
- Blažená alma mater na prahu třetího tisíciletí aneb aplikovaná akademiologie (2010)

### Odborné knihy
- Vybrané metody a modely pro strategické řízení (1986)

- Management podniku (1994)
- Management I. (1995)
- Management v informační společnosti (1997)
- Management znalostí (2004)
- Znalostní podnik ve znalostní společnosti (2004)